# Kameleddine Djaït
Pour les articles homonymes, voir Famille Djaït.
Kameleddine Djaït (arabe : كمال الدين جعيط), de son nom complet Kameleddine Ben Mohamed Aziz Ben Youssef Djaït, né le 12 février 1922 à La Marsa et mort le 22 décembre 2012, est un théologien, écrivain, intellectuel et universitaire tunisien.

## Biographie
Il étudie au kouttab de la demeure familiale puis à l'école primaire. Après un bref passage au Collège Sadiki, il intègre la Zitouna, d'où il sort diplômé. En octobre 1950, il entame une carrière d'enseignant (mudarris) à la Zitouna et dans certaines de ses annexes, tout en assumant la charge d'imam durant une cinquantaine d'années.
Après la dissolution de la Zitouna en 1958, il enseigne l'arabe et l'instruction civique et religieuse au collège de La Goulette. Promu maître de conférences en 1970, il est recruté par la nouvelle faculté de théologie et de sciences religieuses et y enseigne durant quatorze ans. Il collabore dans le même temps à quelques revues, notamment Al-Hidâya publiée par le Conseil islamique supérieur. À sa mise à la retraite en 1984, il siège dans plusieurs congrès scientifiques et académies internationales. Il est par ailleurs membre représentant à la Ligue arabe (1984-1998), membre du Conseil islamique supérieur (1989-1998), de l'Assemblée du Fiqh islamique rattachée à l'Organisation de la conférence islamique (1989-2008) et de la Chambre des députés (1994-1998).
Kameleddine Djaït devient lui-même mufti de la République le 18 décembre 1998,. Dans ses multiples fatwas, il aborde des sujets tels que l'avortement, la fécondation in vitro, la transplantation d'organes, les malformations fœtales et le clonage. De ce point de vue, Khaled Lasram l'apparente au milieu progressiste zitounien animé par une volonté de réformisme.
Il démissionne de ses fonctions en 2008 pour raisons de santé. Peu avant sa mort, il fait don de l'ensemble de sa bibliothèque, composée de manuscrits, d'ouvrages rares, de brochures et de périodiques hérités de son père et de son grand-père à la Bibliothèque nationale,. Mort le 22 décembre 2012, il est enterré le lendemain au cimetière du Djellaz à Tunis.
Le 28 janvier 2013, la Bibliothèque nationale de Tunisie organise une cérémonie d’hommage en son honneur.

## Vie privée
Née dans une famille de lettrés et de magistrats de la bourgeoisie tunisoise, il est le fils de Mohamed Abdelaziz Djaït, ministre de la Justice de 1947 à 1950 et premier mufti de la République de 1957 à 1960, et petit-fils de Youssef Djaït, ministre de la Plume puis grand vizir. Il appartient à une fratrie de cinq enfants.
Il est marié à Souad Agha durant 64 ans.

## Décorations
- Grand-officier de l'Ordre de 7-novembre (2000)[8] ;
- Grand-cordon de l'Ordre de 7-novembre (2008)[9].